# Serenity Cox

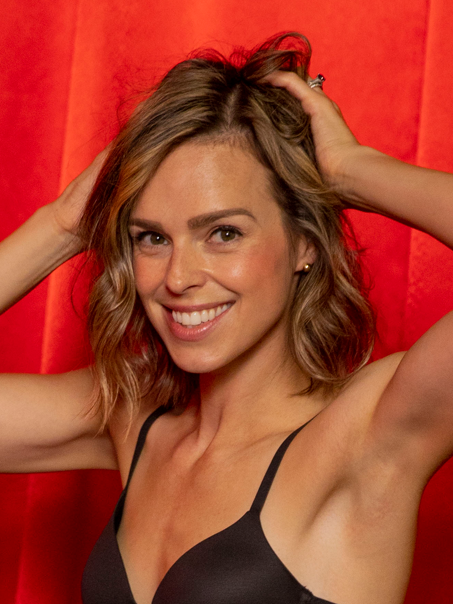
Serenity Cox, 2022

Serenity Cox (geb. 15. Oktober 1984 in Ontario) ist eine kanadische Pornodarstellerin und Content-Erstellerin, die von einer Karriere als Krankenschwester in der Notaufnahme zu einem der gefragtesten Stars der Erotikbranche wurde.
Seit Beginn ihrer Karriere hat sie durch die unabhängige Erstellung von Inhalten und die Zusammenarbeit mit großen Studios wie Brazzers und Vixen Media Group an Popularität gewonnen und mehrere Auszeichnungen erhalten, darunter den xHamster Creator of the Year 2024 und den XMA Award 2025 von XBIZ als „Favorite MILF Performer“.
Im Juni 2024 unterzeichnete Cox einen Exklusivvertrag mit der Vixen Media Group, wo sie sich mit ihrer Hauptrolle in „American MILF“, einem viel beachteten Film der MILFY-Abteilung von VGM, einen Namen machte. „American MILF“ gewann mehrere Preise, darunter den Preis für den besten Comedy-Film bei den XBIZ Awards 2025 und den Mark Stone Award für herausragende Comedy bei den AVN Awards 2025.
Neben ihrer Tätigkeit als Schauspielerin setzt sich Cox weiterhin für sexuelle Gesundheit und alternative Lebensstile ein und ist Moderatorin bei Naked News und Bikini Report, kanadischen Nachrichten- und Unterhaltungssendungen.

## Auszeichnungen
| Jahr | Preis           | Kategorie                               | Werk          |
| ---- | --------------- | --------------------------------------- | ------------- |
| 2022 | Pornhub Awards  | Favorite Newcomer                       | —             |
| 2023 | Pornhub Awards  | Top Fetish Performer                    | —             |
| 2023 | xHamster Awards | Lesbian Creator of the Year             | —             |
| 2024 | Faphouse Awards | Lesbian Creator of the Year             | —             |
| 2024 | xHamster Awards | Female Creator of the Year              | —             |
| 2025 | XBIZ Awards     | Favorite MILF Performer                 | —             |
| 2025 | XBIZ Awards     | Best Sex Scene, Comedy                  | American MILF |
| 2025 | XBIZ Awards     | Best Comedy Movie                       | American MILF |
| 2025 | AVN Awards      | Best MILF Movie or Collected Release    | American MILF |
| 2025 | AVN Awards      | Mark Stone Award for Outstanding Comedy | American MILF |
| 2025 | Pornhub Awards  | Favorite Fetish Model                   | —             |

Serenity wurde außerdem zum Amateur Pornhub Model des Jahres 2023 ernannt.